# Iriome González
Iriome González, conosciuto come Iriome (Icod de los Vinos, 27 giugno 1987), è un ex calciatore spagnolo, di ruolo centrocampista.